# تشارلز ر. بيلي
القس العميد تشارلز راي بيلي (بالإنجليزية: Charles Ray Bailey)‏ ضابط في الجيش الأميركي الذي شغل منصب نائب رئيس القساوسة الرابع والعشرين في جيش الولايات المتحدة.
في الفترة من 2007 إلى 2011 خدم القس بيلي كقائد الجيش الأميركي في أوروبا.
في مايو 2011 أعلن وزير الدفاع الأمريكي روبرت غيتس أن العقيد بيلي قد رشح للترقية إلى العميد وإعادة الانتداب كنائب لرئيس القساوسة.

## الجوائز
- وسام الإستحقاق
- ميدالية خدمة الجدارة الدفاعية
- ميدالية خدمة الجدارة
- وسام ثناء الخدمة المشتركة
- ميدالية ثناء الجيش
- ميدالية إنجاز الجيش
- جائزة وحدة الجدارة المشتركة
- جائزة وحدة الجيش العليا
- وسام الدفاع الوطني
- ميدالية القوات المسلحة
- ميدالية الخدمة في جنوب غرب آسيا
- ميدالية الخدمة في أفغانستان
- ميدالية الخدمة في الحرب العالمية على خدمة الإرهاب
- ميدالية خدمة القوات المسلحة
- الميدالية الاحتياطية للقوات المسلحة
- شريط الخدمة في الجيش
- شريط الخدمة ما وراء البحار
- ميدالية الناتو للخدمة في يوغوسلافيا
- وسام التحرير الكويتي (السعودية)
- وسام التحرير (الكويت)